# Байки из склепа: Демон ночи
«Ба́йки из скле́па: демон ночи» (англ. Tales from the Crypt: Demon Knight) — комедийный фильм ужасов с элементами триллера 1995 года режиссёров Эрнста Дикерсона и Гилберта Адлера. Фильм создан по мотивам серии комиксов Байки из склепа. Премьера фильма состоялась в пятницу, 13 января 1995 года.
В 1996 году фильм был номинирован на премию «Сатурн» в категории лучший фильм ужасов.

## Сюжет
Рыцарь-демон преследует Хранителя артефакта — одного из семи ключей, которые могут открыть врата Ада и выпустить Тьму. В начале, когда ещё не существовало Земли как таковой, демоны пытались использовать эти семь ключей, чтобы сконцентрировать силу космоса в их руках, но после того, как Бог создал её, он разбросал семь ключей по всей Вселенной. Спустя тысячи лет, найдя шесть ключей, демоны возвращаются на Землю, узнав, что именно там находится седьмой, последний ключ.
Однако, Рыцарю-демону, он же Коллекционер, противостоит Фрэнк Брэйкер — хранитель ключа, защищаемого от нечисти кровью самого Христа-Спасителя.  Брэйкер — солдат ещё Первой Мировой, он не старится, ключ подарил ему несколько жизней,  но они отобраны Рыцарем-демоном, осталась последняя. Нужен новый хранитель — причём, каждый из хранителей, передающих ключ и миссию из рук в руки, был некогда вором, как и первый, Сирак, наполнивший ключ кровью только что распятого Спасителя.
Брэйкер находит место для ночлега в отеле поблизости. Ему необходимо срочно отыскать нового хранителя, попутно давая демонам отпор. Коллекционер бросает все силы Тьмы, чтобы заполучить заветный артефакт и, наконец, править миром. Несмотря на численное преимущество Нечистого, Фрэнку — с помощью нескольких обычных граждан, которые поневоле становятся участниками этой насыщенной кошмарами борьбы — удаётся сдержать натиск демонов и выполнить свою миссию - передать ключ горничной отеля, молодой воровке -УДО (как и полагается по традиции, от вора к вору). Новая хранительница, применив храбрость и смекалку, отточенные прошлой воровской жизнью, догадывается, как уничтожить Рыцаря-демона. Однако девушке предстоит ещё долгий путь, много жизней, да и миссия её в самом начале, так как силы ада пускают по ее следу нового Рыцаря-демона, так что в будущем  смертельная игра продолжится.

## В ролях
| Актёр              | Роль                   |
| ------------------ | ---------------------- |
| Билли Зейн         | Коллекционер           |
| Уильям Сэдлер      | Фрэнк Брэйкер          |
| Джада Пинкетт Смит | Джерилин               |
| Бренда Бакки       | Корделия               |
| Си Си Эйч Паундер  | Айрин                  |
| Дик Миллер         | дядя Вилли             |
| Томас Хэйден Чёрч  | Роуч                   |
| Джон Шак           | шериф Таппер           |
| Гари Фармер        | Офицер Боб             |
| Чарльз Фляйшер     | Уолли                  |
| Райан О'Донахью    | Дэнни                  |
| Джон Ларрокетт     | Актёр в прологе        |
| Джон Кассир        | Голос Хранителя склепа |

## Саундтрек
В 1994 году отдельным CD изданием вышел саундтрек фильма:
1. Cemetery Gates (Pantera) — 5:47
2. Tonight We Murder (Ministry) — 3:56
3. My Misery (Machine Head) — 4:28
4. Diadems (Megadeth) — 3:55
5. Instant Larry (Melvins) — 4:06
6. Fall Guy (Rollins Band) — 3:53
7. Beaten (Biohazard) — 3:10
8. Policia (Sepultura) — 1:46
9. Hey Man Nice Shot (Filter) — 5:20
10. 1-800-Suicide (Gravediggaz) — 4:18

## Любопытный факт
Предшественник Брэйкера, погибший в Первую Мировую, но успевший передать Фрэнку ключ и продолжить миссию, носит фамилию режиссёра фильма — Дикерсон.